# کارولین ادل
کارولین ادل (به انگلیسی: Carolyn Adel) (زادهٔ ۲۷ اوت ۱۹۷۸) شناگر اهل سورینام است.